# Мочалов, Александр Петрович
Мочало́в Алекса́ндр Петро́вич (29 января 1952, Киров) — советский и российский художник-живописец. Член Союза художников России (1996). Заслуженный художник Российской Федерации (2011).

## Биография
Александр Петрович Мочалов родился 29 января 1952 года в Кирове, в рабочей семье. Учился в Кировском художественном училище (1967-72). Служил в Советской армии (1972-74).
После службы работал художником-оформителем на заводе, быткомбинате, цирке, драмтеатре, театре кукол. Оформил несколько спектаклей. 
C 1972 года принимал участие в областных выставках, с 1998 - в зональных, межрегиональных и всероссийских. В 1996 году вступил в Союз художников России. С 2007 года - заместитель председателя правления Вятской организации Союза художников России. В 2011 году присвоено звание «Заслуженный художник Российской Федерации».
В 2013 году Александр Мочалов - лауреат премии Правительства Кировской области имени художников Виктора и Аполлинария Васнецовых в номинации "Призвание".

2019 году его картина «Второй концерт Рахманинова» участвовала в летней выставке в Королевской Академии художеств в Лондоне. Ирина Суетина, арт-агент Александра Петровича Мочалова, о выставке в Лондоне сказала:
Там участвовали такие достаточно известные живописцы, не все сразу туда попадали, в том числе, Клод Моне, когда он жил в Лондоне, я помню, что его не приняли один раз, и там независимый экспертный совет, который определяется за год до выставки, которая отбирает работы, и эта экспертиза безличная, то есть они именно отслеживают по работам автора и выбирают уже то, что уже интересно сегодня, современно…

В начале 2022 года в Вятском художественном музее прошла Юбилейная выставка Александра Мочалова «Поле Куликово». В канун 70-летия художника 93 его живописных произведения и масштабные полотна заполнили залы музея. Российский дирижер Владимир Спиваков поздравил музей с открытием выставки: 
Моему сердцу близки творения Александра Петровича. В них отразились лучшие черты российского человека: подлинная духовность, стремление к свету, вера, надежда, любовь…

Художник-монументалист, академик Российской академии художеств Виктор Харлов сказал, что 
ни на одной персональной выставке разных художников не наблюдал такого количества молодежи. Это на самом деле праздник для всех. Восхищён экспозицией!
.
Произведения художника были представлены на Всероссийских, зональных, региональных, областных выставках в Москве, Вильнюсе, Вологде, Н. Новгороде и др.; находятся в музеях Кирова, Павлодара и частных коллекциях за рубежом. Более 15 картин Александра Мочалова находится в коллекции Вятского художественного музея.

## Выставки
- 1972 — областная выставка молодых художников (Киров)
- 1991 — персональная выставка (Киров)
- 1992 — выставка (Вильнюс)
- 1994 — выставка в Центральном доме художника (Москва)
- 1994 — выставка «Женщина, семья, детство» (Киров)
- 1995 — выставка вятских художников (Киров)
- 1995 — выставка «Живопись, графика, сценография» (Киров)
- 1996 — выставка «Портрет в произведениях вятских художников» (Киров)
- 1996 — областная выставка произведений кировских художников (Киров)
- 1997 — выставка произведений вятских художников (Киров)
- 1997 — областная художественная выставка «Цветы простых очарований» (Киров)
- 1998 — зональная выставка «Российский Север» (Киров)
- 1998 — областная художественная выставка «Мужчина и женщина: модель и образ» (Киров)
- 2000 — выставка в музее Васнецовых (Киров)
- 2002 — юбилейная персональная выставка (Киров)
- 2002 — выставка произведений вятских художников (Киров)
- 2003 — зональная выставка «Российский Север» (Вологда)
- 2005 — персональная выставка «Русское» (Киров)
- 2006 — Всероссийская выставка пейзажной живописи «образ Родины» (Вологда)
- 2006 — выставка вятских художников. ВЦ «Замоскворечье» (Москва)
- 2007 — межрегиональная выставка «Единение» (Нижний Новгород)
- 2007 — выставка «Вятские художники XX-XXI века». Центральный дом художника (Москва)
- 2008 — зональная выставка «Российский Север» (Великий Новгород)
- 2008 — персональная выставка «Сны о Пушкине» (Киров)
- 2009 — Всероссийская художественная выставка «Россия-XI». ЦДХ (Москва)
- 2011 — выставка «Ступени». Художественный музей им. В. М. и А. М. Васнецовых (Киров)
- 2012 — юбилейная персональная выставка «Ассоциации» (Киров)[9]
- 2017 — выставка «Мастер и Маргарита. Ассоциации» (Киров)
- 2017 — выставка «Приношение. Юбилейная выставка». Выставочный зал Вятского художественного музея имени В. М. и А. М. Васнецовых. (Киров)
- 2018 — выставка (Н. Новгород)[10]
- 2019 — летняя выставка в Королевской Академии художеств (Лондон)
- 2019 — выставка «Город и люди» (Киров)[11]
- 2022 — персональная выставка «Поле Куликово». Вятский художественный музей им. В. М. и А. М. Васнецовых (Киров)[12]
- 2023 — персональная выставка «Куда ж нам плыть?» (Киров)[13]

## Цитаты
Я не претендую на какую-то абсолютную истину, но мне очень близка позиция Давида Сикейроса, который рассматривал историю искусства как историю развития реализма.

 
Я открыт всем влияниям – всё моё! Художник должен быть свободен во всём, в том числе и в выборе ориентиров.

Во мне всегда жило ощущение большого... Помню, в детстве на меня огромное впечатление произвели былины с их троекратными повторениями, особой ритмикой: «Ой ты гой еси, добрый молодец!» Может быть, именно они и сообщили мне это ощущение большого…
— Александр Мочалов

## Альбомы
- 70 художников Вятки. —  Киров: Вятское региональное отделение ВОО «Союз художников России», 2010. — 80 с.; С. 39. Мочалов А. П. «Крест». 2008.; 1000 экз.
- Александр Мочалов Ассоциации: Альбом. Живопись. —  Киров, 2012.

## Семья
- Жена — Людмила Суворова, член Союза писателей России[15].
- Дети: Александра Мочалова, член Союза художников России и Союза писателей России.
- Внуки.